# جورج فلينت
جورج فلينت (بالإنجليزية: George Flint)‏ هو لاعب كرة قدم أمريكية ولاعب كرة قدم كندية أمريكي، ولد في 26 فبراير 1939 في إيري في الولايات المتحدة.

## وصلات خارجية
- جورج فلينت على موقع مرجع كرة القدم المحترفة.كوم (الإنجليزية)
- جورج فلينت على موقع JustSportsStats.com (الإنجليزية)